# Christoph Marcinkowski
Christoph Marcinkowski (né le 21 mai 1964 à Berlin) est l'un des principaux islamologues et iranologues allemands ; il connaît particulièrement bien l'islam chiite.

## Biographie
Jusqu'en 1993, Christoph Marcinkowski suit des études islamiques, iraniennes et de sciences politiques à l'université libre de Berlin. En 1998, il obtient un doctorat à l'université islamique internationale de Malaisie, à Kuala Lumpur. Il effectue plusieurs années de recherche et d'enseignement à Singapour et en Malaisie.
En 2006-2007 il étudie et enseigne l'histoire et la présence des chiites en Asie du Sud-Est, la politique étrangère et le programme nucléaire iranien, ainsi que les aspects de sécurité dans le golfe Persique, au Liban et en Irak à la S. Rajaratnam School of International Studies (RSIS, anciennement connue comme l'Institut de défense et d'études stratégiques, IDSS), au groupe de réflexion de l'université de technologie de Nanyang de Singapour et à l'Institut de recherche en Asie (ARI) de l'université nationale de Singapour.
En 2004-2005, il travaille au Centre d'études iraniennes de l'université Columbia à New York et participe, sous la direction de Ehsan Yarshater, à l’Encyclopédie Iranica.
Il s'intéresse également au sort des minorités religieuses et ethniques dans le monde musulman. Il contribue aussi à l'Institut du Moyen-Orient (MEI) à Washington, aux États-Unis. 
Marcinkowski est actuellement (2017) consultant politique à Berlin.

## Publications (sélection)
- Religion and Politics in Iraq. Shi’ite Clerics between Quietism and Resistance. Singapour 2004,  (ISBN 9971-77-513-1).
- (Ed.): The Islamic World and the West: Managing Religious and Cultural Identities in the Age of Globalisation (= Freiburg Studies in Social Anthropology. Band 24). Lit, Münster 2009,  (ISBN 978-3-643-80001-5).
- Shi’ite Identities. Community and Culture in Changing Social Contexts (= Freiburg Studies in Social Anthropology. Band 27). Lit, Münster 2010,  (ISBN 978-3-643-80049-7).
- (Ed.): Malaysia and the European Union: Perspectives for the Twenty-First Century (= Freiburg Studies in Social Anthropology. Band 32). Lit, Münster 2011,  (ISBN 978-3-643-80085-5).
- Islam in Europe: Present Trends and Future Challenges (= IAIS Monograph. Band 4). International Institute of Advanced Islamic Studies (IAIS) Malaysia, Kuala Lumpur 2012,  (ISBN 978-967-10065-4-2).